# 3315 Chant
3315 Chant è un asteroide della fascia principale. Scoperto nel 1984 è stato intitolato dalla UAI all'astronomo canadese Clarence Augustus Chant.  Presenta un'orbita caratterizzata da un semiasse maggiore pari a 2,6393834 UA e da un'eccentricità di 0,0880879, inclinata di 10,02800° rispetto all'eclittica.